# Liste des oiseaux des îles Mariannes du Nord
La liste ci-dessous recense les oiseaux observés dans les Mariannes du Nord.
Sont mentionnés, dans l'ordre :
- le nom français,
- le nom scientifique, avec la sous-espèce éventuellement,
- le(s) nom(s) vernaculaires dans les langues du pays.
- le statut de l'espèce :

nicheur
endémique (niche exclusivement dans ce pays)
migrateur (régulier)
éteint (ne se trouve plus dans ce pays)
introduit,
- entre parenthèses, la répartition succincte dans les principales îles de l'archipel : Aguijan (A), Alamagan (Al), Maug (M), Pagan (P), Rota (R), Tinian (T).

Cette liste ne mentionne pas tous les oiseaux observés accidentellement.

## Liste par famille
- Procellariidae
  - Puffinus pacificus - lifo'ro, paya'ya - Nicheur (éteint ?)
- Fregatidae
  - Frégate du Pacifique (Fregata minor) - Nicheur
- Phaethontidae
  - Paille-en-queue (Phaethon lepturus) - fagpiapa'ka, su'ghu'bwesch - Nicheur
- Sulidae
  - Fou masqué (Sula dactylatra) - Nicheur
  - Fou brun (Sula leucogaster) - Carolinien o’mwo'o'bwesch, chamorro lu'ao - Nicheur
  - Fou à pattes rouges (Sula sula) - Carolinien amwo, chamorro lu'ao talisai - Nicheur
- Ardeidae
  - Garde-bœufs (Bubulcus ibis) - chuchuko a'paka, ghe're'bwesch - Nicheur
  - Aigrette sacrée (Egretta sacra) - chuchuko atilong, ghe're'scho'l - Nicheur
- Anatidae
  - Anas platyrhynchos oustaleti - nganga (T ?)
- Megapodiidae
  - Mégapode des Mariannes (Megapodius laperouse laperouse) - sasangat - Sous-espèce endémique (M,S)
- Rallidae
  - Poule d'eau (Gallinula chloropus guami) - pulattat – Nicheur (S,T)
- Charadriidae
  - Pluvier doré du Pacifique (Pluvialis fulva) - dulili, ghuliing
- Scolopacidae
  - Tournepierre à collier (Arenaria interpres) - dulili, lighishewur
  - Courlis corlieu (Numenius phaeopus) - ghuliing, chamorro kalalang
  - Heteroscelus incanus - iilil
- Laridae
  - Sterne blanche (Gygis alba) - chunge, geeghi, ghiyeghi
  - Anous stolidus - dankolo, fahang dankolo, sche'e'lap
- Columbidae
  - Ptilinopus roseicapilla - Nicheur endémique (R,S,T)
  - Gallicolumba xanthonura - Nicheur
- Apodidae
  - Salangane (Aerodramus bartschi) - Carolinien leghekeyang, chamorro chachaguak
- Alcedinidae
- Todirhamphus chloris
  - Todirhamphus chloris albicilla Dumont (S)
  - Todirhamphus chloris orii Takatsukasa & Yamashina, 1931 - Endémique de Rota (R)
  - Todirhamphus chloris owstoni (Rothschild) - Sous-espèce endémique (M)
- Corvidae
  - Corbeau des Mariannes (Corvus kubaryi) - aga - Nicheur (R)
  - Monarque de Tinian (Monarcha takatsukasae) - Endémique de Tinian (T)
  - Rhipidura rufifrons saipanensis - naabak (S)
- Sylviidae
  - Acrocephalus luscinia - gaga karisu - Endémique (A,Al, P (éteint ?),S) 
    - Acrocephalus luscinia luscinia (S)
    - Acrocephalus luscinia yamashinae Takatsukasa, 1931 - Endémique de Pagan (P)
- Zosteropidae
  - Oiseau à lunettes doré (Cleptornis marchei) - Endémique de Saipan - Eteint (?) (S)
  - Zosterops saypani - Carolinien litchogh, chamorro nosa (S)
  - Zosterops rotensis - Carolinien litchogh, chamorro nosa - Endémique de Rota (R)
- Sturnidae
  - Etourneau micronésien (Aplonis opacus)
    - Aplonis opacus aeneus - Sous-espèce endémique (M)
    - Aplonis opacus guami Momiyama, 1922 (R)
- Ploceidae
  - Moineau friquet (Passer montanus) - Nicheur introduit - ga’ga’pale